# Michael Sahl
Michael Sahl (* 2. September 1934 in Boston; † 29. März 2018) war ein US-amerikanischer Komponist und Pianist.

## Leben
Sahl wuchs ab 1942 in New York auf. 1947 wurde Israel Citkowitz sein Lehrer, der sein Interesse für Folk, Blues und Jazz weckte. Später studierte er am Amherst College und an der Princeton University bei Roger Sessions und Milton Babbitt. Von Lukas Foss, Luigi Dallapiccola und Aaron Copland wurde er in die Zwölfton- und serielle Musik eingeführt. Für die Jahre 1953–54 erhielt er ein Fulbright-Stipendium für einen Studienaufenthalt in Europa. Er lebte in den Folgejahren in Europa, bis er 1964 in die USA zurückkehrte.
Dort war er zunächst auf dem Gebiet des Folk-Rock aktiv. 1965 war er Creative Associate an der State University of New York at Buffalo. Danach arbeitete er bis 1969 als musikalischer Leiter und Pianist für Judy Collins. Nach der Trennung von Collins konzentrierte er sich auf die Komposition. Es entstanden u. a. Opern, Schauspiel- und Filmmusiken und Instrumentalwerke, in denen er Elemente der klassischen neuen Musik mit Pop, Rock und Jazz verband.

## Werke
- String Quartet, 1969
- Piano Sonata, 1972
- Symphony für Big Band, 1973
- Conjurer, Oper, 1975
- Stauf, Oper, 1976
- Civilization and its Discontents, Oper, 1977
- Noah, Oper, 1978
- Symphony für Synthesizer, Perkussion und Klavier, 1978
- Doina für Violine und Jazztrio, 1979
- Old Argentinian Tangos, 1979
- The Passion of Simple Simon, Oper, 1979
- Boxes, Oper, 1981
- Cocktail Wanderings für Klavier solo, 1982
- Symphony für Bigband und elektrische Violine, 1983
- In the Woods für Violine, Klavier, Klarinette und Bass, 1984
- Exiles' Cafe für Bigband und Violine, 1984
- The Milltown Gypsy Ball für Solovioline, Holzbläser und Streicher, 1985
- Storms für Saxophon- und Streichquartett, 1985
- Dream Beach, Oper, 1987
- Synthetic Dances, 1987
- Two Songs, 1990
- Blues für Klavier solo, 1991
- Blood Ferry für Stimme und Klavier, 1991
- Junkyard, Oper, 1992
- Jungles für elektrische Violine, elektrische Gitarre, Klavier, Bass und Trommeln, 1992
- Dancing in the Landscapes, Streichquartett, 1993
- John Grace Ranter, Oper (Text: Margaret Yard), 1996
- Serenades für Klavier solo, 1995
- Piano Trio, 1997
- Piano Trio, 1999
- Violin Sonata, 1999
- Concerto for Electric Violin & Big Band, 1999
- A Walk for Two Keyboards, 2000
- String Quartet, 2000
- Ballads & Grooves for the Carinthia String Orchestra, 2000
- Piano Sonata (Een Vlaamse Sonate für Geert Callaert), 2001
- Trio de Cafe für Klavier, Akkordeon und Perkussion, 2002
- RIO, Musical (Text: Nancy Manocherian), 2002
- An Anarchist Dream for Two Keyboards, 2002
- Sally Anne; Home Sweet Home, Oper (Text: Margaret Yard), 2004
- Dinner & Delusion, Musiktheater-Komödie (Text: Nancy Manocherian), 2004, 2008
- Lost & Found, Trio für Klarinette, Baritonsaxophon und Klavier, 2005
- String Quartet 2006
- Katrina – Voices of the Lost, Kantate (Text: Margaret Yard), 2007
- Baby Music & Volcano Pie für Band und Streicher, 2007
- Old Strollers für Band und Streicher, 2007
- In the Dark für Band und Streicher, 2007
- Apatrides für Band und Streicher, 2007
- Gypsy Country für Violine und Klavier, 2008
- Piano Pieces, 2008
- String Quartet, 2009